# Sven Olov Eriksson
Sven Olov Eriksson, född 22 april 1929 i Smedjebacken, Norrbärke församling, Kopparbergs län, död 31 oktober 1999 i Rättviks församling, Kopparbergs län, var en svensk häcklöpare.
Eriksson tävlade för IK Heros och vann SM-guld på 400 meter häck år 1954 och 1956.